# Jezioro Połęczyńskie
Połęczyńskie Jezioro (kaszb. Jezoro Pòłãczińsczé) – jezioro rynnowe na południowo-wschodnim skraju Pojezierza Kaszubskiego w powiatach kartuskim i gdańskim (województwo pomorskie). 
Według urzędowego spisu opracowanego przez Komisję Nazw Miejscowości i Obiektów Fizjograficznych (KNMiOF) nazwa tego jeziora to Połęczyńskie Jezioro.
Powierzchnia zwierciadła wody według różnych źródeł wynosi od 37,5 ha do 38,4 ha. 
Zwierciadło wody położone jest na wysokości 200,5 m n.p.m. lub 201,5 m n.p.m. Średnia głębokość jeziora wynosi 3,8 m, natomiast głębokość maksymalna 6,6 m.
Jezioro jest wykorzystywane głównie w celach rekreacyjno-turystycznych. Do września 1939 roku przez jezioro przebiegała granica polsko-gdańska.